# Kvarnvallsjön
Kvarnvallsjön är en sjö i Malung-Sälens kommun i Dalarna och ingår i Dalälvens huvudavrinningsområde. Sjön har en area på 0,373 kvadratkilometer och ligger 519 meter över havet. Sjön avvattnas av vattendraget Illvallen.

## Delavrinningsområde
Kvarnvallsjön ingår i det delavrinningsområde (676527-136829) som SMHI kallar för Mynnar i Västerdalälvens vattendragsyta. Medelhöjden är 511 meter över havet och ytan är 3,54 kvadratkilometer. Räknas de 3 avrinningsområdena uppströms in blir den ackumulerade arean 12,02 kvadratkilometer. Illvallen som avvattnar avrinningsområdet har biflödesordning 3, vilket innebär att vattnet flödar genom totalt 3 vattendrag innan det når havet efter 428 kilometer. Avrinningsområdet består mestadels av skog (78 procent). Avrinningsområdet har 0,37 kvadratkilometer vattenytor vilket ger det en sjöprocent på 10,5 procent. Bebyggelsen i området täcker en yta av 0,03 kvadratkilometer eller 1 procent av avrinningsområdet.